# مراد مصطفى (مخرج)
مراد مصطفى هو مخرج مصري، من مواليد 1988 في القاهرة.

## السيرة المهنية
درس الإخراج في قصر السينما، شارك في العديد من الورش السينمائية، ومن أبرز أفلامه (واحد صعيدي، القشاش، قلب الأسد)، ومن مسلسلاته (زواج بالإكراه، البيت، الصفعة، كاريوكا).

## فيلموجرافيا

### تأليف
1. حنة ورد فيلم قصير 2020 (سيناريو وحوار)[3]

### إخراج
1. فيلم عيسى 2023 (إخراج)[4]
2. فيلم حنة ورد 2020 (مؤلف و مخرج)
3. فيلم سعاد 2020 (مساعد مخرج أول)

مسلسل الجماعة 2 2017 (مساعد مخرج أول)
1. فيلم على معزة وابراهيم 2016 (مساعد مخرج أول)
2. عيال حريفة فيلم  2015 (مساعد مخرج أول)
3. زواج بالإكراه مسلسل  2015 سكريبت حركة
4. استيفا مسلسل  2015 سكريبت حركة
5. الزفة 2 ( متكدبش ) برنامج  2015 (مساعد مخرج أول)
6. نوارة  فيلم  2015 (مساعد مخرج) (لم يعرض بعد)
7. واحد صعيدي فيلم  2014 (مساعد مخرج)
8. عمر وسلوى فيلم  2014 (مساعد مخرج)
9. المرافعة مسلسل  2014 (مساعد مخرج)
10. صوت بارد فيلم قصير  2014 (مساعد مخرج) (لم يعرض بعد)
11. البيت مسلسل  2013 (مساعد مخرج)
12. القشاش فيلم  2013 (مساعد مخرج)
13. كلبي دليلي فيلم  2013 (مساعد مخرج)
14. قلب الأسد فيلم  2013 (مساعد مخرج)
15. فبراير الأسود فيلم  2013 (كلاكيت)
16. شمال يا دنيا فيلم  2013 (كلاكيت)
17. وبعد الطوفان فيلم  2012 (كلاكيت)
18. مانيكان فيلم قصير  2012 مخرج
19. عبده موتة فيلم  2012 (مساعد مخرج)
20. مستر أند مسز عويس فيلم  2012 (كلاكيت)
21. الصفعة مسلسل  2012 (كلاكيت)
22. كاريوكا مسلسل  2012 (مساعد مخرج)
23. العيدية فيلم قصير  2011 (مساعد مخرج)
24. عائلة بسطويسى سيت كوم  2011 (مساعد مخرج)
25. اغلى من حياتي مسلسل  2010 (مساعد مخرج)

## روابط خارجية
- مراد مصطفى على موقع IMDb (الإنجليزية)
- مراد مصطفى على موقع قاعدة بيانات الأفلام العربية
- مراد مصطفى على موقع قاعدة بيانات الفيلم (الإنجليزية)